# Теаннаки, Театао
Театао Теаннаки (англ. Teatao Teannaki; 15 июня 1935, Абаианг, Острова Гилберта и Эллис — 11 октября 2016[…], Бетио, Кирибати) — государственный деятель Кирибати, второй президент Кирибати (1991—1994). 

## Биография
Член Национальной прогрессивной партии.
В 1974 году был избран в Палату собрания Кирибати от Абаианга; вошёл в состав комитета по общественному учёту.
Театао Теаннаки, государственный министр в предыдущем правительстве главного министра Набуа Ратиеты, в марте 1978 года стал министром образования, профессиональной подготовки и культуры. После обретения независимости Кирибати 12 июля 1979 года президент Кирибати Иеремиа Табаи сразу же назначил Теаннаки вице-президентом страны. На этой должности политик находился до 1991 года, при этом одновременно являясь министром внутренних дел (1987) и министром финансов Кирибати (1987—1991). Теаннаки также исполнял обязанности министра образования, культуры, финансово-экономического планирования.
Театао Теаннаки был избран вместо Иереима Табаи президентом Кирибати от имени Национальной прогрессивной партии с 8 июля 1991 года по 1 октября 1994 года. С 1992 года Теаннаки также занимал пост министра иностранных дел. Главным соперником на президентских выборах у Теаннаки был его шурин Ронити Тейваки. Выиграть выборы Театао удалось с незначительным преимуществом: за него отдали голос 10 123 избирателя, за Тейваки — более 9 000. По мнению политических обозревателей, Театао Теаннаки был лишь марионеткой, действиями которого руководил предыдущий президент Иеремиа Табаи. 
Покинул пост президента в результате вотума недоверия, выраженного парламентом в 1994 году. После поражения на выборах в сентябре 1994 года его официально сменил Тебуроро Тито. 
До июля 2015 года являлся председателем Национальной прогрессивной партии.
В феврале 2016 года был избран на пост спикера парламента Кирибати. 
Тианнаки умер во время политического митинга 11 октября 2016 года в результате сердечного приступа  в возрасте 80 лет.